# Katie Melua

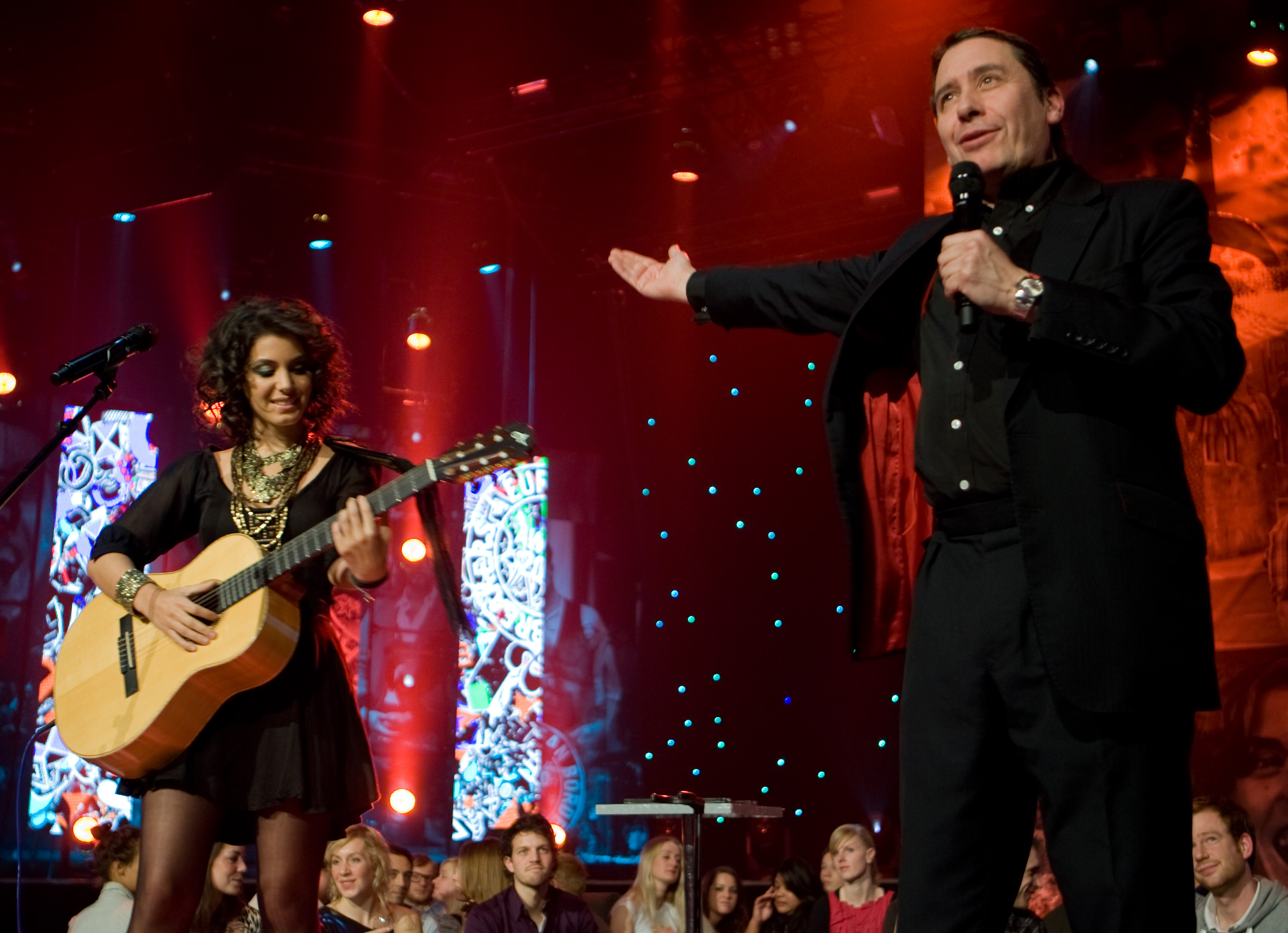
Katie Melua vid European Border Breakers Awards 2011.

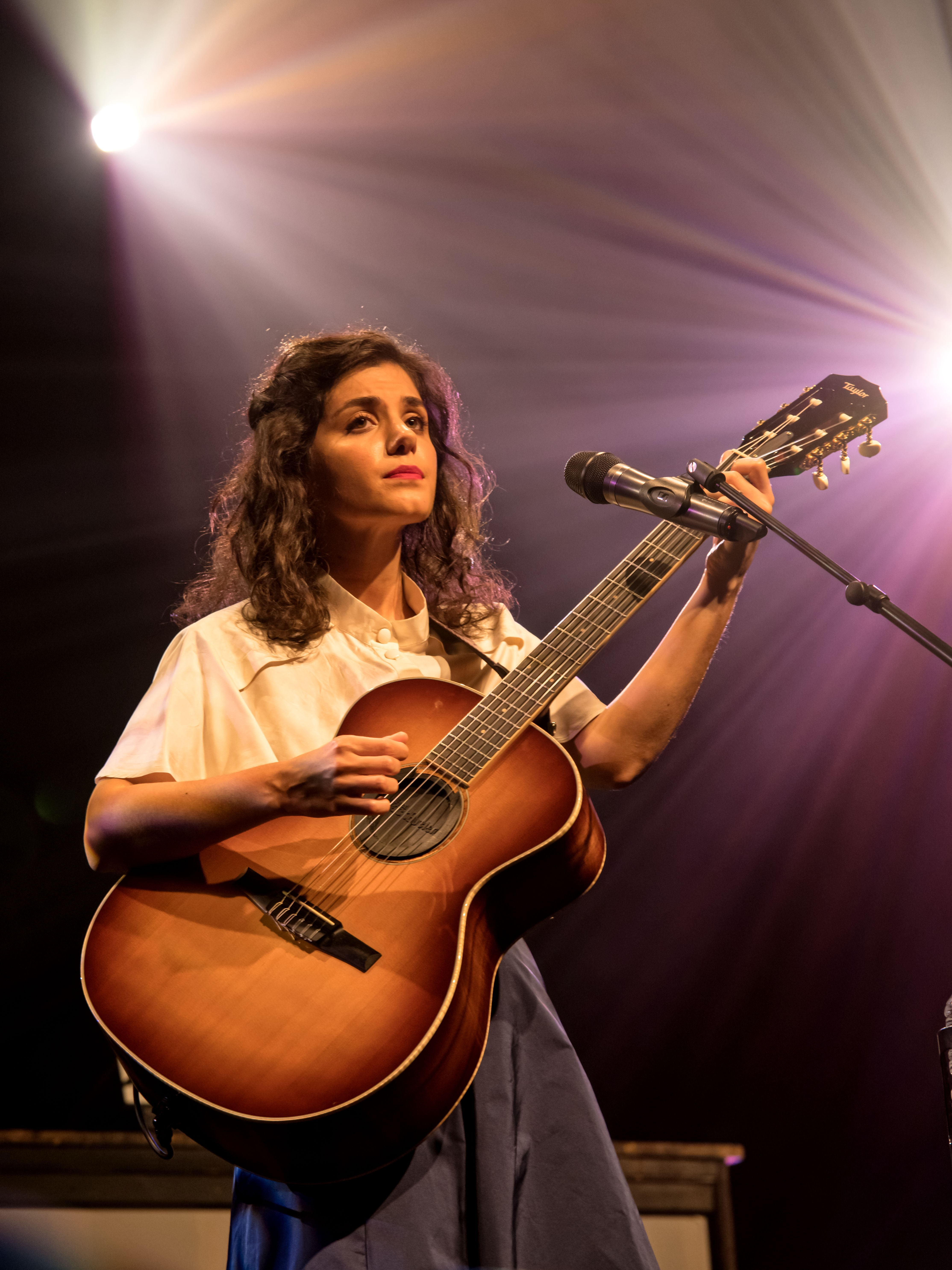
Zelt-Musik-Festival 2016 i Freiburg im Breisgau, Tyskland

Ketevan "Katie" Melua (georgiska: ქეთევან "ქეთი" მელუა, Ketevan "Keti" Melua) /uttal: 'mɛluə/, född 16 september 1984 i Kutaisi i Georgien (i dåvarande Sovjetunionen), är en georgisk-brittisk sångare, musiker och låtskrivare. 
År 1993, under det georgiska inbördeskriget, flyttade Melua med sin familj från Georgien till Belfast i Nordirland. Sedan 1997 bor hon i London. År 2001 började hon skriva jazzinfluerad popmusik. Hon albumdebuterade 2003 med Call off the Search på skivbolaget Dramatico; skivan blev en stor hit i Storbritannien. I augusti 2005 blev Melua brittisk medborgare.

## Liv och karriär

### Barndom
Ketevan Melua, kallad Ketino inom familjen, föddes som dotter till Amiran och Tamara Melua i Kutaisi i Georgien (dåvarande Georgiska SSR). Hon tillbringade fyra år med sina morföräldrar i Tbilisi innan hon flyttade med sina föräldrar och bror till Batumi i Adzjarien där hennes far arbetade som hjärtspecialist. Under den här tiden fick Melua ibland bära hinkar med vatten uppför trapporna till den femte våning familjen bodde på; enligt henne: "när jag bor på lyxiga hotell, tänker jag tillbaka på de dagarna".
I efterdyningarna av det georgiska inbördeskriget flyttade familjen 1993 till Belfast i Nordirland, där fadern fick jobb på det prestigefyllda Royal Victoria Hospital. Familjen stannade i Belfast och bodde nära Falls Road tills Katie var tretton år gammal. Under sin tid i Nordirland studerade Katie vid St. Catherine's grundskola och senare vid Dominican College i Fortwilliam. Familjen Melua flyttade till Sutton strax utanför London, och därefter till Redhill i Surrey. År 2008 lämnade Katie föräldrahemmet i Maida Vale i centrala London för en lägenhet i Notting Hill. Melua talar georgiska, ryska och engelska flytande och har delvis kanadensiskt och ryskt påbrå.

### Nationalitet
Den 10 augusti 2005 blev Melua brittisk medborgare tillsammans med sina föräldrar och sin bror. Medborgarskapsceremonin ägde rum i Weybridge i Surrey. När hon fick sitt brittiska medborgarskap berättigades hon även till ett brittiskt pass. När hon blev brittisk medborgare innebar det att hon haft tre medborgarskap innan hon hunnit fylla 21 år; först sovjetiskt, sedan georgisk och slutligen brittiskt. Efter ceremonin uttryckte Melua sin stolthet över sin nyaste nationalitet: "Som familj har vi varit väldigt lyckosamma att finna en god livsstil i detta land och vi känner oss hemma här. Vi ser fortfarande oss själva som georgier, eftersom det är där våra rötter finns och jag återvänder till Georgien varje år för att besöka mina morbröder och mor- och farföräldrar, men jag är stolt över att nu vara en brittisk medborgare."

### Privatliv
Katie Melua rankades år 2010 som Storbritanniens näst rikaste musiker som var under 30 år.
Hon gifte sig den 1 september 2012 med före detta motorcykelföraren James Toseland. De tog ut skilsmässa 2020. I november 2022 födde Melua en son, Sandro.

## Diskografi

### Studioalbum
- 2003 – Call off the Search
- 2005 – Piece by Piece
- 2007 – Pictures
- 2010 – The House
- 2012 – Secret Symphony
- 2013 – Ketevan
- 2016 – In Winter
- 2020 – Album No. 8
- 2023 – Love & Money

### Live-album
- 2009 – Live At The O2 Arena

### Samlingsalbum
- 2008 – The Katie Melua Collection

### Singlar
- 2003 – The Closest Thing To Crazy
- 2004 – Crawling Up A Hill
- 2004 – Nine Million Bicycles
- 2005 – I Cried For You
- 2006 – It's Only Pain
- 2006 – Spider's Web
- 2006 – Shy Boy
- 2007 – Mary Pickford (Used to Eat Roses)
- 2007 – If You Were A Sailboat
- 2008 – If The Lights Go Out
- 2010 – The Flood
- 2012 – Moonshine

### DVD
- 2004 – On The Road Again
- 2007 – Concert Under The Sea